# Уметалиев, Темиркул
Темиркул Уметалиев (кирг. Темиркул Үмөталиев; 1 мая 1908, с. Тоо-Джар, Наманганский уезд — 11 июня 1991, Бишкек) — советский киргизский поэт. Народный поэт Киргизской ССР (1968). Член КПСС (1932). Член СП СССР (1934).

## Биография
Темиркул Уметалиев родился в 1908 году на зимовке Тую-Джар (Тоо-Джар; ныне — в Аксыйском районе Джалал-Абадской области) в бедной семье кочевника. Ему исполнилось восемь лет, когда умер отец. В шестнадцать лет, после того, как Т. Уметалиев был принят в интернат, будущий поэт смог научиться грамоте. Затем Т. Уметалиев учился в педагогическом техникуме, на краткосрочных курсах при Коммунистическом институте журналистики имени «Правды», в Москве. По окончании учёбы работал учителем национальной школы, на комсомольской работе, в политотделе МТС, а впоследствии в редакциях ряда республиканских газет и журналов.

## Творчество
Первые стихотворения Темиркула Уметалиева появились в печати в 1932 году. С самого начала героями своих произведений он делал людей труда, воспевал счастливую свободную жизнь, обретённую киргизским народом после Великой Октябрьской социалистической революции. Огромное влияние на Т. Уметалиева оказывало творческое наследие В. Маяковского.
В 1935 году вышел в Киргизском государственном издательстве первый сборник стихотворений поэта «Стихи Темиркула», через год — второй. В 1937—1939 годах он издал поэму «Туратбай», сказки в стихах: «Охотник Токтомуш», «Птица-исполин», а также выпустил сборник стихотворений «Страна стихов». Работая в качестве секретаря правления Союза писателей Киргизии, Т. Уметалиев в эти годы неоднократно бывал в других советских республиках, знакомился с жизнью народов этих республик. Всё это способствовало расширению творческого кругозора писателя. В 1939—1940 годах Т. Уметалиев написал поэмы «Айсулуу» и «Любовь», которые отличались от прошлых произведений поэта более глубоким содержанием, мастерством изображения характеров, поэтической оригинальностью.
В годы Великой Отечественной войны Т. Уметалиев, находясь на фронте, создал много стихотворений большой эмоциональной силы, призывая ими своих товарищей по оружию к борьбе против фашистских захватчиков до победного конца. В те же годы он создал поэму о гражданской войне в Киргизии «Батыр». В послевоенные годы Т. Уметалиев продолжал активно участвовать как литератор и как общественный деятель в социалистическом строительстве. Был членом Президиума СП Киргизии, секретарём республиканского Комитета защиты мира.
В своих поэмах: «Кубат», «Песня о белом золоте», «Жыпар», «Канышбек», «Слово о чабане», а также в многочисленных стихотворениях, Т. Уметалиев восхвалял мирный труд рабочих и колхозников Киргизии. Страстная коммунистическая идейность, с которой он призывал своих соотечественников к борьбе с пережитками прошлого, к созидательной работе на благо социалистической родины — вот характерные черты его творчества. Многие стихотворения Т. Уметалиева были переведены на русский, украинский, казахский, узбекский, таджикский и другие языки народов СССР.
Вместе с тем Т. Уметалиев являлся переводчиком. Стихотворения А. С. Пушкина и В. В. Маяковского, Н. Тихонова и Янки Купалы, М. Бажан, Мирзо Турсун-заде и ряда других советских и зарубежных поэтов были переведены поэтом на киргизский язык.

### Избранные сочинения
на русском языке
- Уметалиев Т. Сердце киргиза. — М.: Советский писатель, 1947. — 86 с.
- Уметалиев Т. Дорожная песня : Стихи. — Фрунзе: Киргизгосиздат, 1955. — 106 с.
- Уметалиев Т. Белое золото : Стихи и поэмы. — Фрунзе: Киргизгосиздат, 1958. — 195 с.
- Уметалиев Т. Дорожная песня : Стихи и поэмы. — М.: Советский писатель, 1958. — 11 с.
- Уметалиев Т. Три легенды. — Фрунзе: Киргизучпедгиз, 1958. — 67 с.
- Уметалиев Т. Весенние струны : Стихотворения и поэмы. — Фрунзе: Киргизгосиздат, 1961. — 312 с.
- Уметалиев Т. Здесь начало : Стихи. — Фрунзе: Мектеп, 1969. — 116 с.
- Уметалиев Т. Киргизские певцы : Стихи и поэмы. — М.: Художественная литература, 1972. — 159 с.
- Уметалиев Т. Жизнь зимы : Стихи. — М.: Советский писатель, 1975. — 70 с.
- Уметалиев Т. Птица-великан : Сказка. — Фрунзе: Мектеп, 1979. — 22 с.
- Уметалиев Т. Звени, комуз! : Стихотворения и поэма. — М.: Художественная литература, 1982. — 254 с.
- Уметалиев Т. Горные цветы : Стихи и поэма. — Фрунзе: Кыргызстан, 1982. — 216 с.
- Уметалиев Т. Сто вопросов у мальчонки : Стихотворения. — Фрунзе: Мектеп, 1983. — 28 с.
- Уметалиев Т. Преображение : Лирика и поэмы разных лет. — Фрунзе: Кыргызстан, 1985. — 272 с.
- Уметалиев Т. Избранное : В 2 т. / Редкол.: С. Жусуев. — Фрунзе: Адабият. — ISBN 5-660-00143-2.

на языках народов СССР
- Уметалиев Т. Стихи : Сборник. — Киев: Днипро, 1986. — 149 с.

переводы
- Купала Я. Стихи. — Фрунзе: Киргизгосиздат, 1954. — 84 с.
- Купала Я. Стихи. — Фрунзе: Кыргызстан, 1982. — 60 с.
- Маяковский В. В. Владимир Ильич Ленин : Поэма. — Фрунзе: Киргизгосиздат, 1953. — 99 с.
- Маяковский В. В. Хорошо : Поэма и стихи. — Фрунзе: Киргизгосиздат, 1955. — 112 с.
- Тихонов Н. Стихи. — Фрунзе: Киргизгосиздат, 1956. — 194 с.
- Мирзо Турсун-Заде. Индийская баллада. — Фрунзе: Киргизгосиздат, 1953. — 28 с.

## Награды
- орден Ленина (01.11.1958);
- Орден Отечественной войны II степени;
- Орден Красной Звезды;
- Орден Трудового Красного Знамени;
- Орден Дружбы народов;
- Орден Октябрьской Революции (28.06.1988)[4];
- Орден «Знак Почёта»;
- Медали, в том числе:
  - «За оборону Кавказа»
  - «За взятие Будапешта»
  - «За победу над Германией»
  - «Ветеран труда»
- Народный поэт Киргизской ССР (1968).
- Почётные грамоты Верховного Совета Киргизской ССР, Украинской ССР.